# Hånö

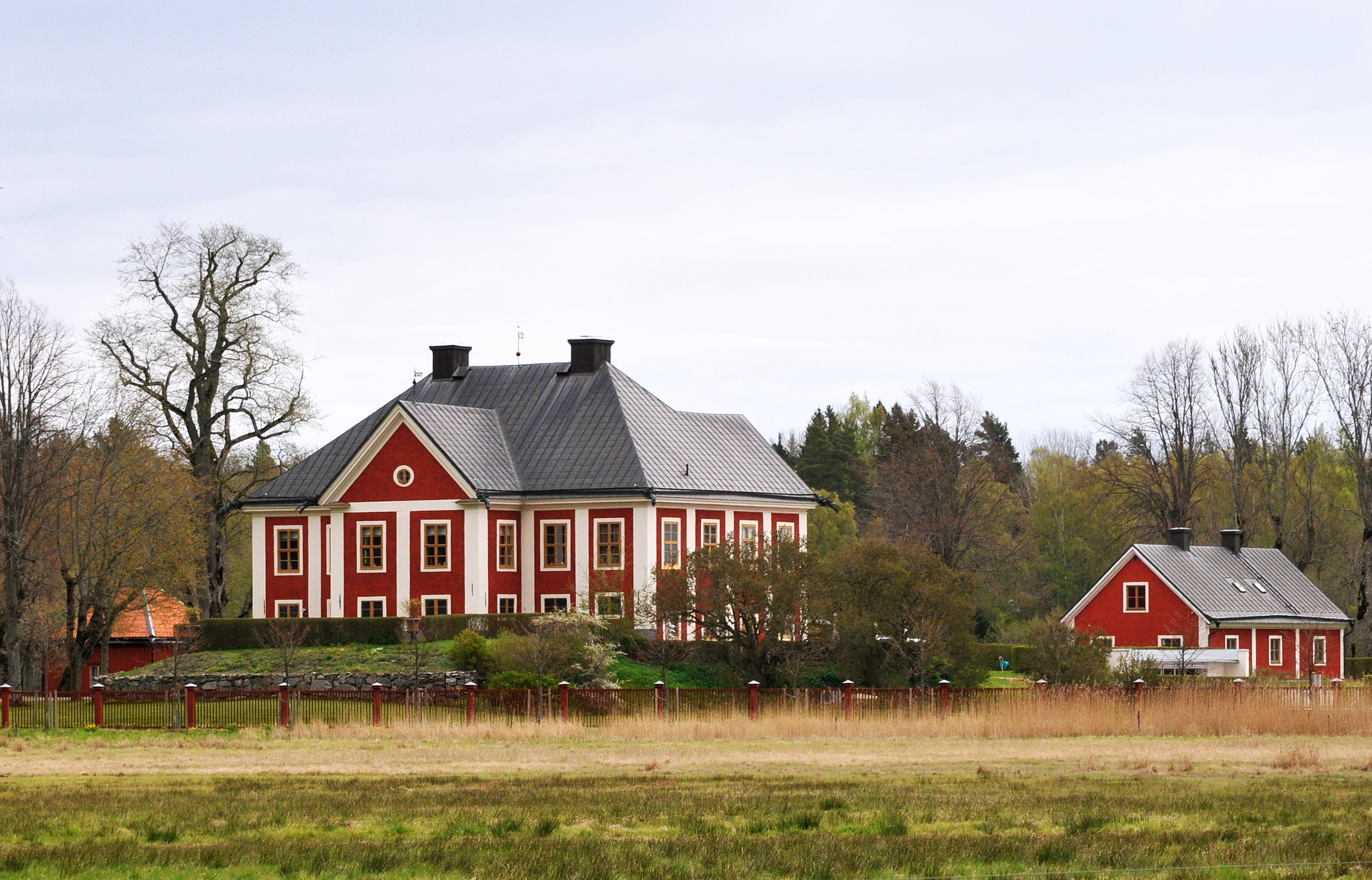
Hånö säteri, fasad mot norr och västra flygeln, 2014.

Hånö är ett säteri i Bälinge socken i Nyköpings kommun i Södermanland.

## Historik

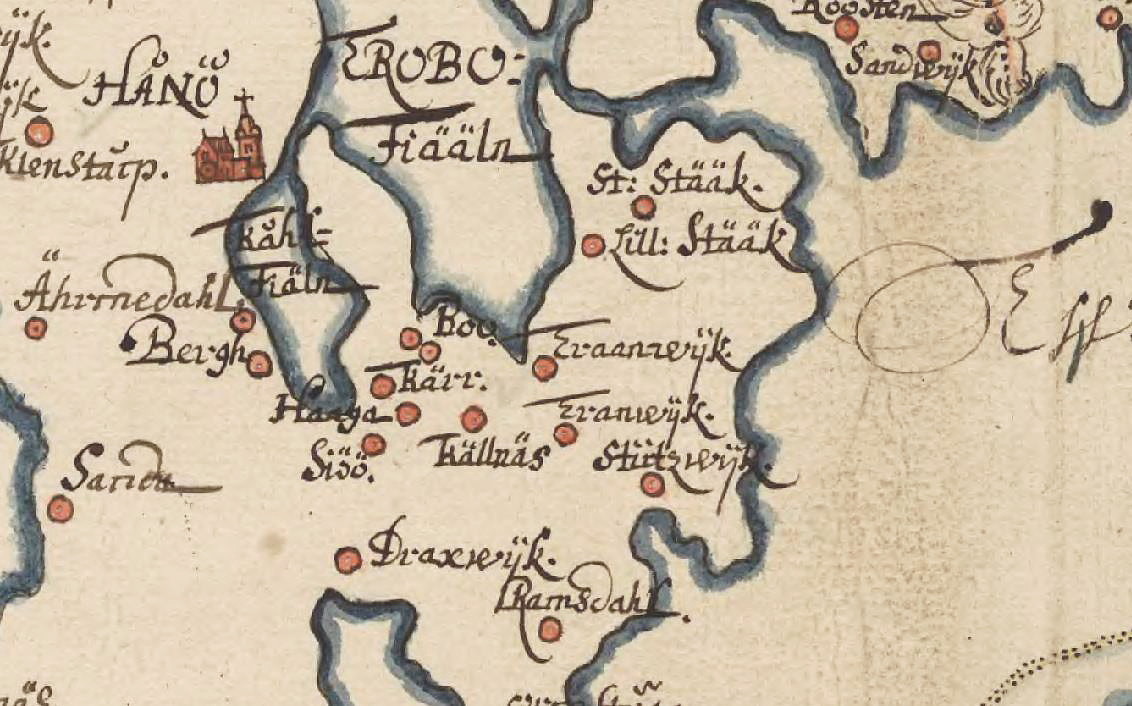
Hånö 1678.

Hånö omtalas som säteri 1611 och bildades genom sammanslagning av två frälsehemman, Koppardal och Svinesund. Båda omnämns redan på 1300-talet och låg då under Nynäs slott. Koppardal, Svinesund, Sjö samt två gårdar i byn Berg låg på Hånöhalvön och lydde i slutet av 1500-talet som lantbogårdar under Tärnö. De tillhörde Margareta Birgersdotter (Grip) och tillföll efter hennes död maken Sten Axelsson Banér. Då hans gods i samband med hans avrättning drogs in till kronan återbördades dock dessa till släkten Grip, som sålde gårdarna på Hånöhalvön till Karin Joensdotter på Sjösa säteri. Säteriet bildades av skattetekniska skäl, och sätesbyggnaderna uppfördes troligen kort därefter, någon gång 1611 och 1616, men torde ha varit ganska blygsamma då hon bodde på Sjösa. ha Karin Joensdotter saknade bröstarvingar, och vid hennes död 1627 gick Hånö till hennes halvsyster Ebba Lilliehööks barn med Jost Kursell. Av dessa bosatte sig yngsta dottern Sigrid Kurtzel på Hånö. Sigrid Kurtzel var först gift med Nils Ryning, men han avled redan efter ett års äktenskap, och hon gifte 1633 om sig med Henrik Fleming.
I samband med att Henrik Fleming tillträdde byggnaden ansågs förmodligen den gamla sätesbyggningen väl blygsam, och troligen började en ny stenbyggnad planeras ganska snart. Av den bevarade vindflöjeln med årtalet 1646 stod troligen den nya byggnaden under tak då. Paret Fleming ägde flera gods, men verkar uppehållit sig en hel del på Hånö, och Sigrid Kurtzel avled här 1658. Efter hennes död ärvdes godset av sonen friherren Jakob Fleming. Han ärvde även Holbonäs säteri och blev senare även ägare till Ökna och Flemingshov samt köpte Harlinge och Yxtaholm men tycks delvis även bott här Hånö, hans äldsta son föddes här. Under Jakob Flemings tid utökades Hånö också betydligt. Gårdarna Sundet, Bodsnäset och Bodsängen underlades genom ett byte med Konrad Gyllenstierna på Nynäs. Genom att byta bort jord i Tystberga socken till arvingarna efter Erik Sparre lade han gårdarna Tranvik och Sanda, två gårdar i Stäk samt torpen Ramsdal, Studsvik, Hårsviken, Grostugan, Stäkstugan och ett båtsmanstorp under Hånö. Han lät troligen uppföra nya flygelbyggnader, som 1685 anges som nyuppförda.
I samband med Jakob Flemings död 1689 ärvdes Hånö av hans tredje barn, dottern Sigrid Beata. Hon var från 1692 gift med Sven Ribbing. Han avled redan 1711 och hon kom kom att överleva honom i 29 år eller till 1740. Vid hennes död ärvde hennes äldsta dotter Beata Jaquette Ribbing Hånö. Hon hade då hunnit bli änka och gifta om sig innan hon tillträdde arvet. Beata Jaquette Ribbing ägde ett flertal gods, och torde ha tillbringat ganska lite tid på Hånö. Då båda hennes äktenskap, det med Carl Hans Wachtmeister och det med Carl Gustaf Spens var barnlösa, gick Hånö i arv till hennes tre kusiner, systrarna Anna Christina Fleming och Maria Fleming samt Anna Maria Mörner. Maria Fleming avled redan 1761 och Anna Maria Mörner 1767. Anna Christina Fleming avled 1773, och hade i sitt äktenskap med Mauritz Posse tolv barn, men endast en son (eller möjligen två, en son hade 1736 gått i utländsk tjänst och sedan inte vidare hörts av) och tre döttrar överlevde henne. Sonsonen Magnus Posse ut de övriga delägarna 1774. Han sålde dock redan 1785 godset till Erik Johan Fleetwood. Även denne sålde redan 1791 Hånö till sidenfabrikören Hans Magnus Furubom, som trots att han var ofrälse fått Kunglig Majestäts tillstånd att köpa godset. Denne övergav dock sitt köp av oklar anledning och överlät kontraktet på kamreren Georg Magnus Smedberg. Under hans tid lades en hel del arbete ned på förbättringar, särskilt av trädgården. Under hans tid utökas godset även med det sista kvarvarande hemmanet på Hånöhalvön genom att Smedberg bytte till sig Lilla Stäk och 1.000 riksdaler mot två gårdar i Tibble. I sitt testamente bestämde Smedberg att Hånö skulle ärvas av hans fyra döttrar som skulle driva gården vidare gemensamt ostyckad. Endast en av systrarna gifte sig, när den sista av systrarna avled 1851, valde kvarvarande arvingar att sälja Hånö till Fredrik Isoz, i vars släkt godset därefter förblev till 1953. Den ärvdes därefter av Marianne von Plomgren.
År 1961 blev ingenjör Johan Gustaf Erland von Plomgren (född 1906) ny ägare och år 1999 köptes Hånö för 30 miljoner kronor av juristen och civilekonomen Bengt Braun från den tidigare ägarfamiljen von Plomgren. Fastigheten bytte ägare i augusti 2016.

## Bebyggelsen

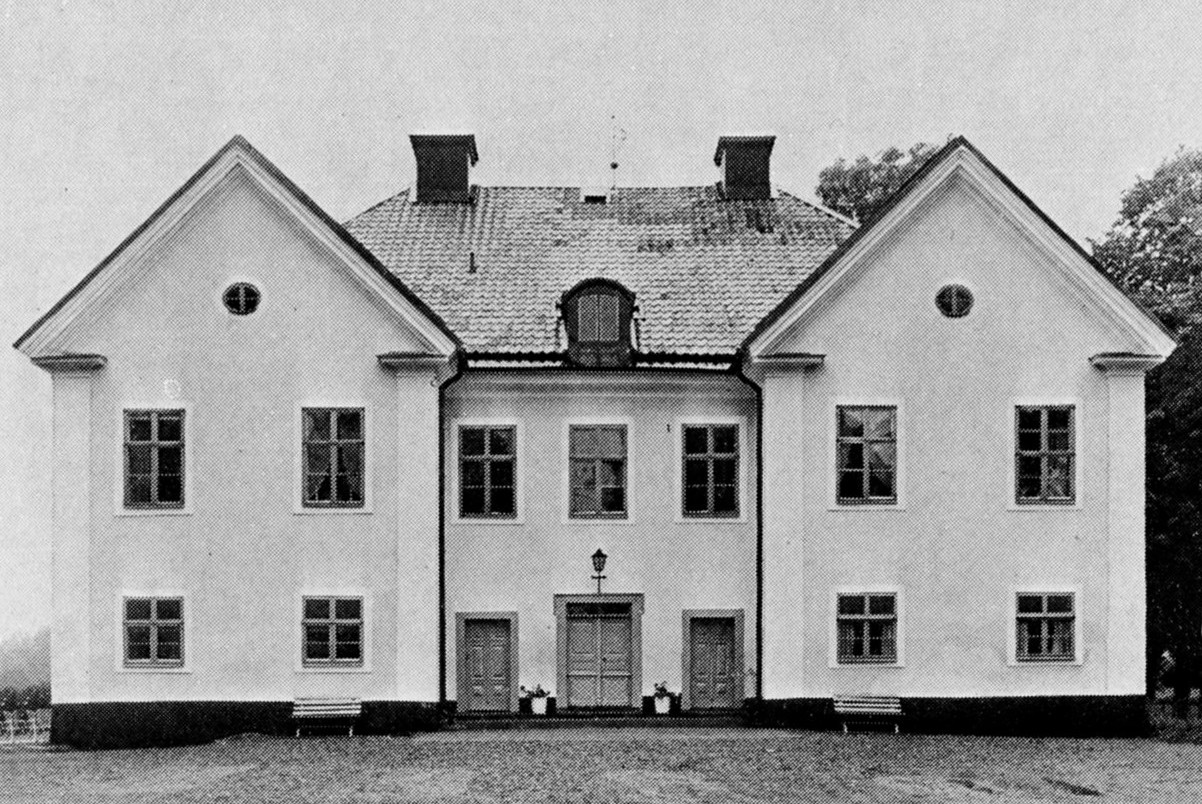
Hånö sätei, fasad mot söder, huvudbyggnad med äldre färgsättning i gammelrosa, 1960-tal.

Corps de logi stod klar på 1640-talet och byggdes på initiativ av baron Henrik Fleming, troligen efter ritningar av arkitekt Caspar van Panten. Huset har trots en brand behållit sin 1600-talskaraktär även om den stora takkupolen som då fanns på huset försvunnit. Byggnaden är uppförd i sten till två våningars höjd och var tidigare målad i gammelrosa kulör (numera mörkröd med vita pilastrar och knutar). Mot söder är byggnadskroppen förlängd genom två med huset sammanbyggda, korta flyglar. Mot norr accentueras fasaden genom en frontespis. Mangården flankeras mot söder av två fristående flyglar som är reveterade och av yngre datum.
Till huvudbebyggelsen leder en cirka 275 meter lång trädplanerad allé. En park omger huvudbyggnaden och avskiljer den från ekonomibyggnaderna och arbetarbostäderna. Parken anlades under Georg Magnus Smedbergs tid på 1790-talet. Här finns ännu en lång statarlänga med tre ingångar, en fatbur med pyramidtak samt på kullen i norr en väderkvarn från 1890-talet (renoverad 2006) som syns från långt håll.
Till egendomen hör (2018) flera bostadshus och 700 hektar mark.. På godsets område vid torpet Studsvik uppfördes Studsviks kärnforskningsanläggning på 1950-talet.

## Ägare
- 1616 (ca) – Karin Joensdotter
- 1627 – Sigrid Kurtzel
- 1673 – Jakob Fleming
- 1689 – Sigrid Beata Fleming
- 1740 – Beata Jaquette Ribbing
- 1760 – Anna Christina Fleming
- 1773 – Magnus Posse af Säby
- 1785 – Erik Johan Fleetwood
- 1791 – Hans Magnus Furubom
- 1791 – Georg Magnus Smedberg

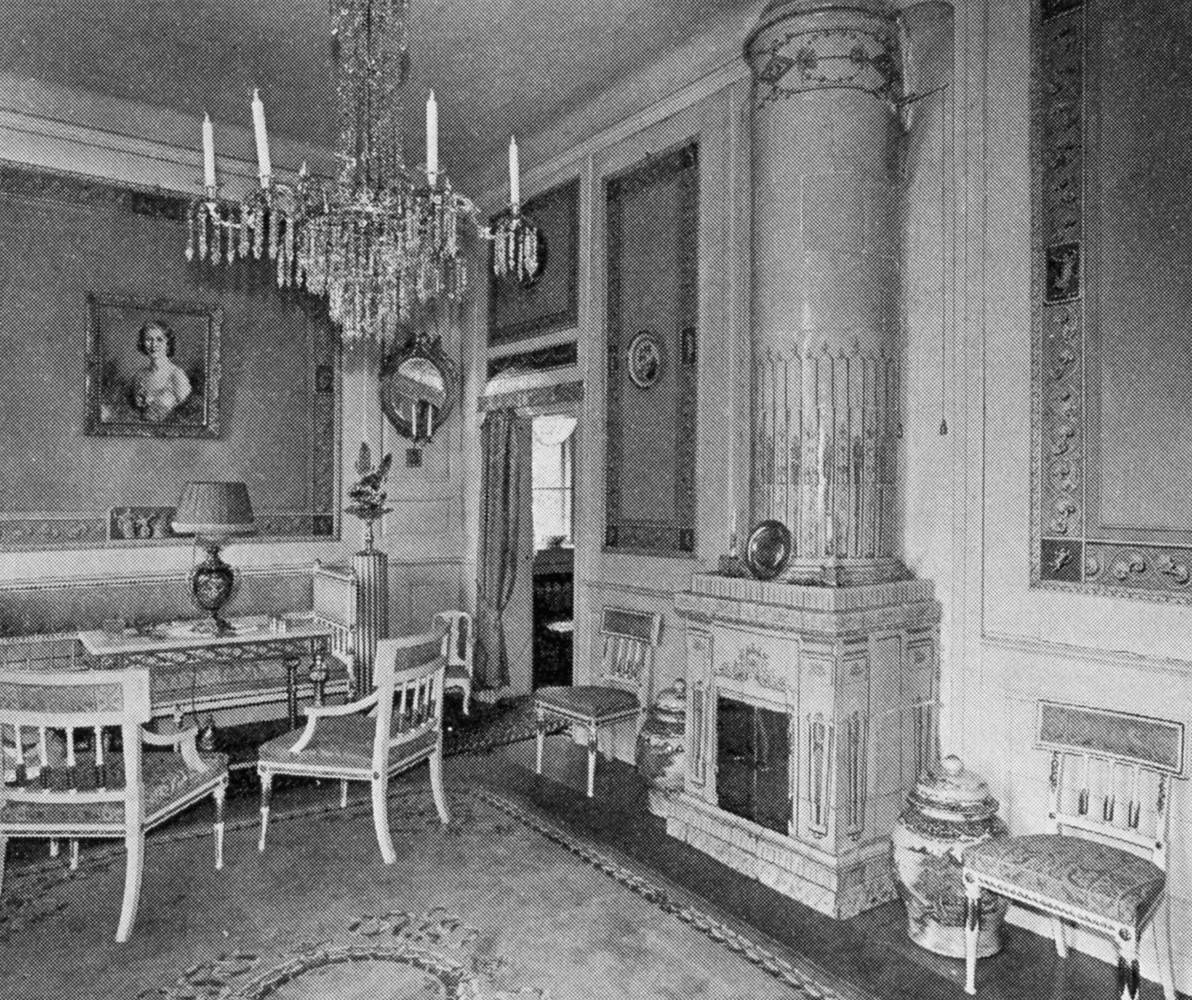
Salongen på övervåningen i sengustaviansk stil på 1960-talet.

- 1811 – Hedvig Sigrid Smedberg och hennes tre systrar
- 1851 – Fredrik Isoz
- 1906 – Frans Isoz
- 1953 – Marianne Isoz
- 1961 – Johan Gustaf Erland von Plomgren
- 1999 – Bengt Braun
- 2016 – Nils och Cecilia Mörner
- 2024 – Nils-Fredrik Mörner

## Bilder

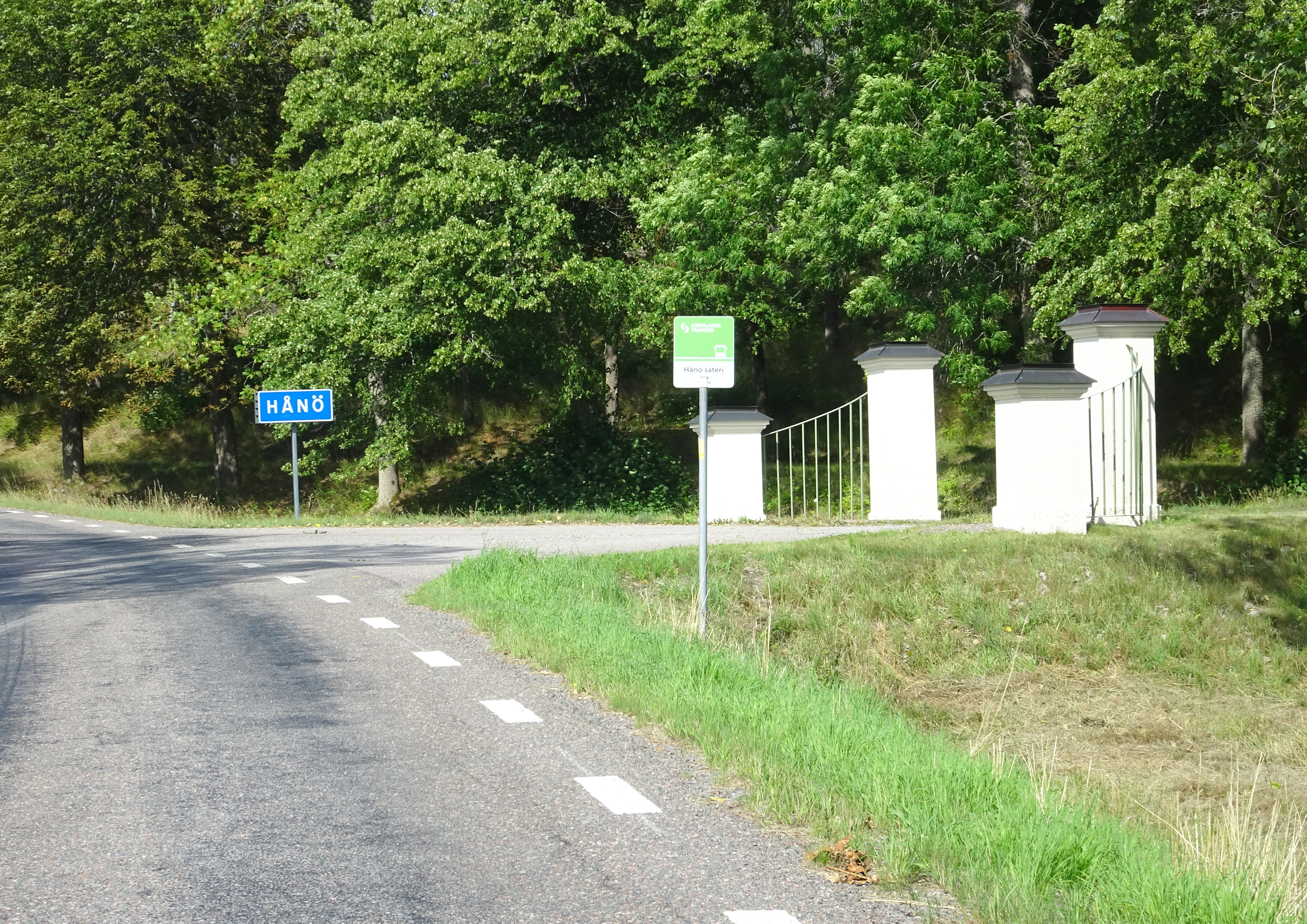
Infart från landsvägen.
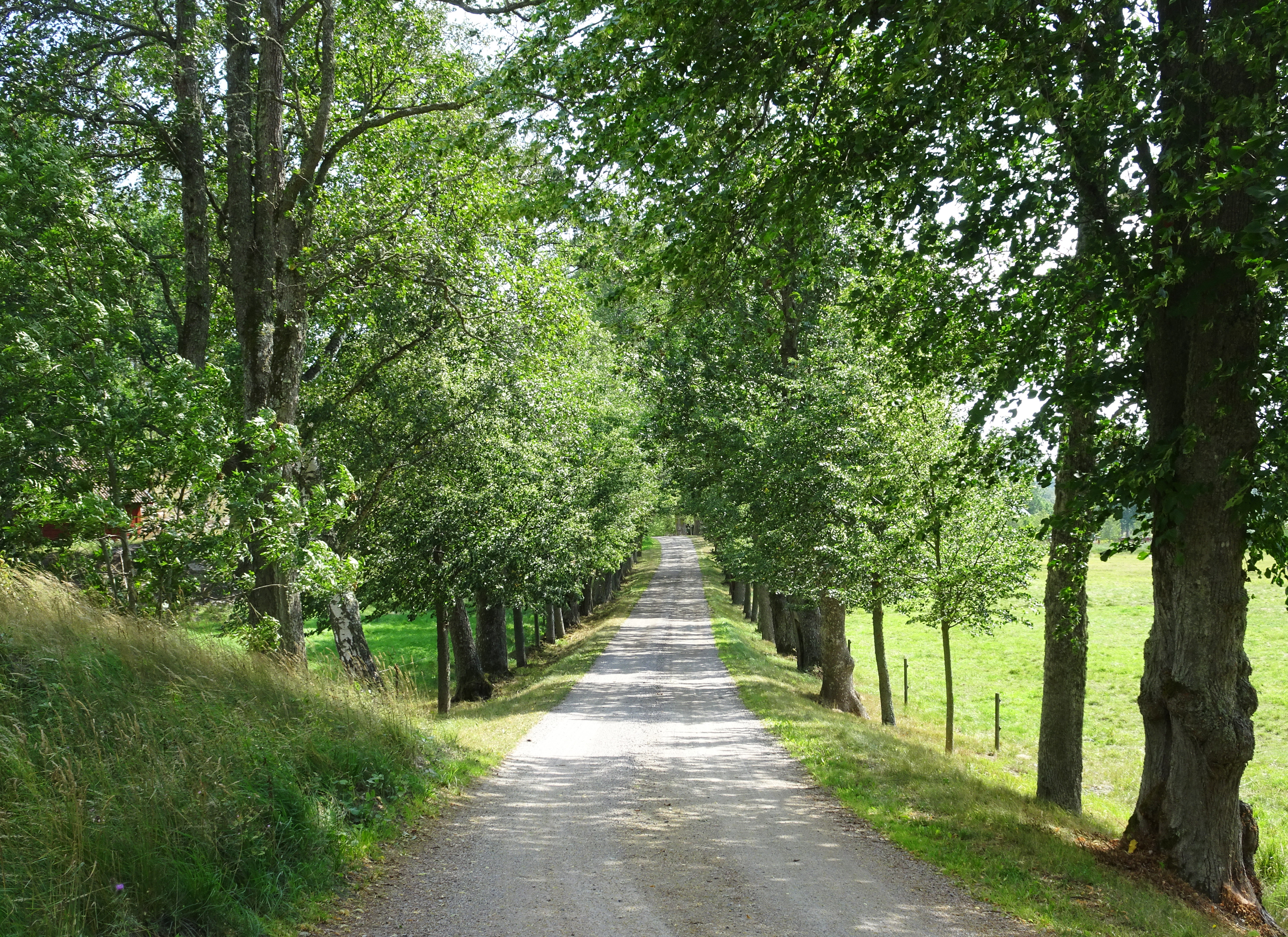
Allén till huvudbebyggelsen.
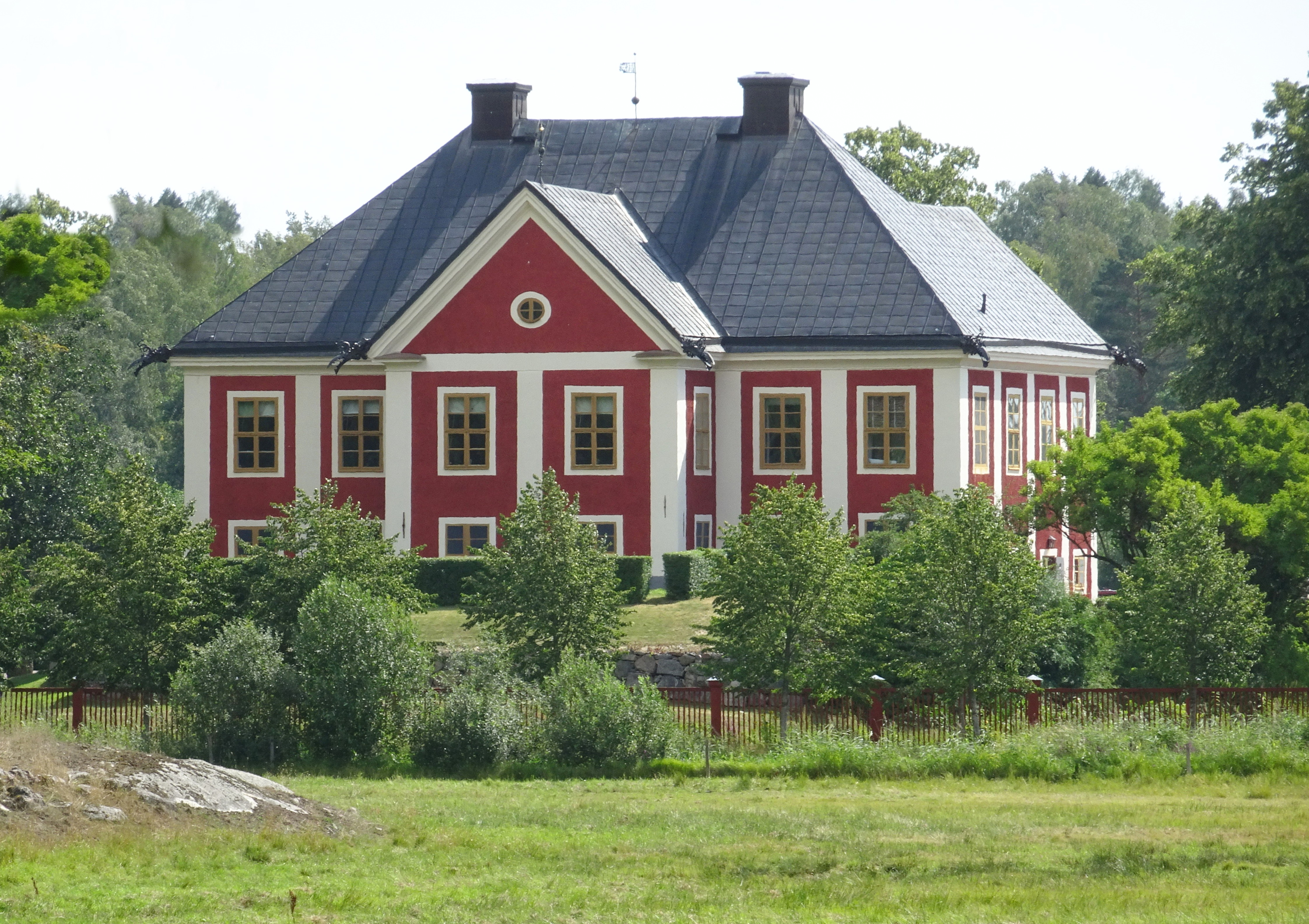
Huvudbyggnaden.
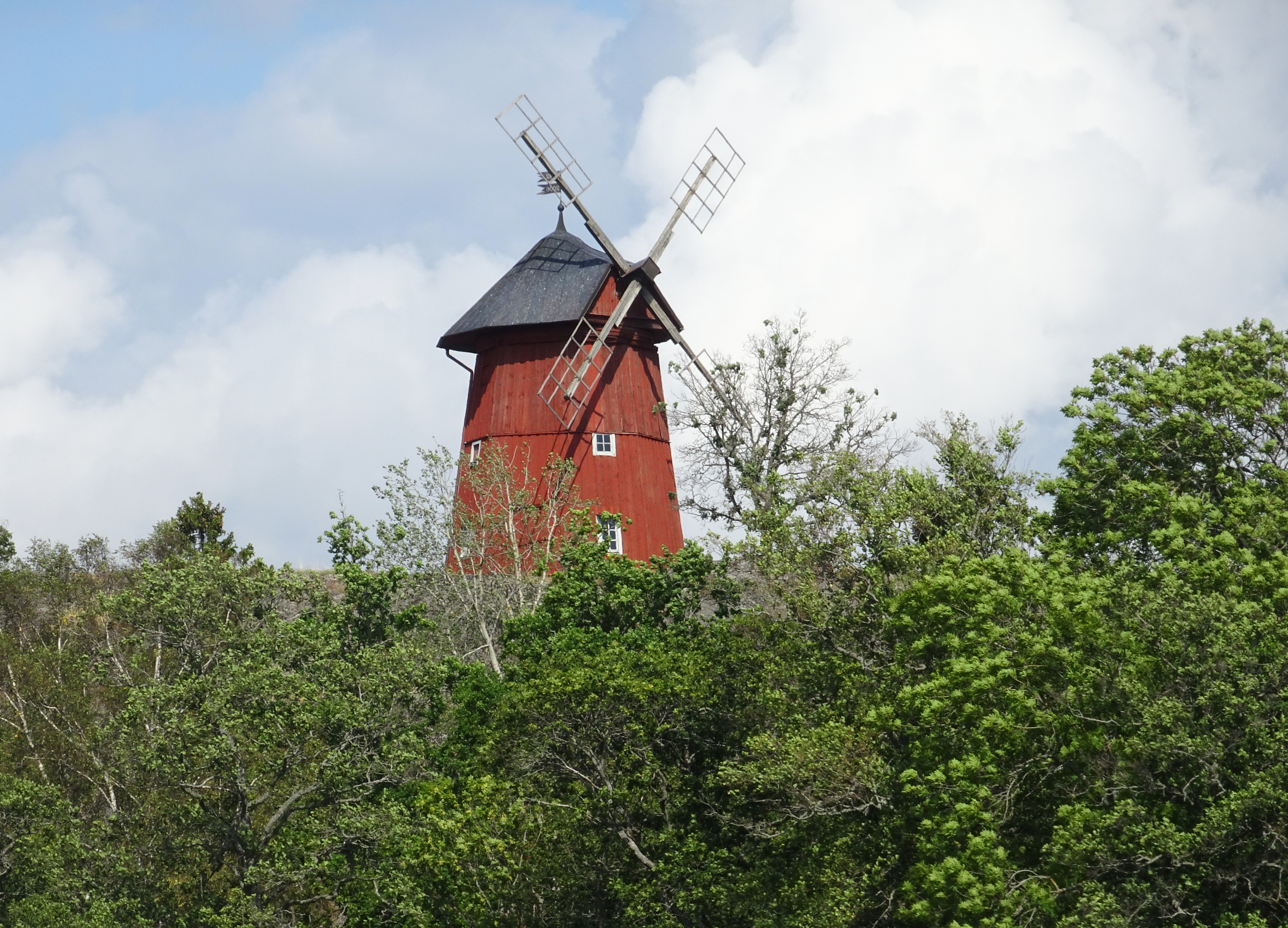
Hånö väderkvarn.